# Csernely
Csernely is een plaats (község) en gemeente in het Hongaarse comitaat Borsod-Abaúj-Zemplén. Csernely telt 958 inwoners (2001).